# Sferocobaltite
La sferocobaltite (simbolo IMA: Scbt) è un minerale raro del gruppo della calcite appartenente alla classe minerale dei "carbonati e nitrati" con la composizione chimica idealizzata CoCO3, cioè chimicamente parlando, è un carbonato di cobalto(II).

## Etimologia e storia
Il minerale è stato descritto per la prima volta nel 1877 dal mineralogista tedesco Albin Julius Weisbach nell'opera Jahrbuch für das Berg- und Hüttenwesen im Königreiche (Annuario delle miniere e della metallurgia nel Regno di Sassonia).
(Albin Julius Weisbach: Jahrbuch für das Berg- und Hüttenwesen im Königreiche Sachsen (1877))
Weisbach ha fatto riferimento a un articolo del 1874, in cui vengono descritte le circostanze della scoperta della "nuova occorrenza di roselite" e viene fornita la posizione esatta:
(Albin Weisbach: Mineralogische Notizen: 4. Roselith)
Un estratto della pubblicazione tipografica apparve nello stesso anno nel New Yearbook for Mineralogy, Geology and Palaeontology, a cura di Gustav von Leonhard e Hanns Bruno Geinitz. Weisbach descrisse il minerale con il nome di cobaltspato, ma nel testo successivo suggerì il "nome internazionale" sferocobaltite per il nuovo minerale:
(Albin Julius Weisbach: Jahrbuch für das Berg- und Hüttenwesen im Königreiche Sachsen (1877))
Il nome (dal greco antico σφαῖρα, 'sphaira', cioè 'sfera') si riferisce alla forma degli aggregati minerali e al contenuto di cobalto. Charles Palache, Harry Berman e Clifford Frondel rifiutarono il nome sferocobaltite nella settima edizione di The System of Mineralogy a causa della (involontariamente) suggerita - ma inesistente – relazione con la cobaltite e l'uso della forma di aggregati per il nome ufficiale del minerale; usarono invece il nuovo nome cobalto-calcite:
(Charles Palache, Harry Berman und Clifford Frondel: The System of Mineralogy di James Dwight Dana e Edward Salisbury Dana)
Tuttavia, questa è stata una scelta infelice, poiché dal XIX secolo le calciti sono state utilizzate per riferirsi a calciti di colore rosa a causa di un minor contenuto di cobalto. Di conseguenza, nel 1980, la "Commission on New Minerals and Mineral Names" dell'Associazione Mineralogica Internazionale (IMA) cambiò il nome in "Spherocobaltite, non cobaltocalcite o sphaero-cobaltite", nome ancora ufficiale dell'IMA per questo minerale.
Il campione tipo del minerale si trova nelle "Collezioni geoscientifiche" dell'Università di Freiberg in Sassonia (Germania) (catalogo nº 15183).

## Classificazione
Nella Sistematica dei lapis (Lapis-Systematik) di Stefan Weiß, che è stata rivista l'ultima volta nel 2018 e si basa formalmente sull'ottava edizione della sistematica dei minerali di Strunz, al minerale è stato assegnato il sistema nº V/B.02-070. Ciò corrisponde anche alla sottoclasse dei "carbonati anidri [CO3]2−, senza anioni estranei", dove la sferocobaltite, insieme a calcite, gaspéite, magnesite, otavite, rodocrosite, siderite, smithsonite e vaterite, con le quali forma il "gruppo della calcite" con il numero di sistema V/B.02.
La nona edizione della sistematica dei minerali di Strunz, che è stata aggiornata l'ultima volta dall'Associazione Mineralogica Internazionale (IMA) nel 2009, classifica la sferocobaltite nella classe "5. Carbonati (nitrati)" e da lì nella sottoclasse "5.A Carbonati senza anioni aggiuntivi, senza H2O"; questa viene ulteriormente suddivisa in base agli elementi chimici presenti nel minerale in modo che la sferocobaltite possa essere trovata nella sezione "5.AB Carbonati di metalli alcalino terrosi (e altri M2+)" dove forma il sistema nº 5.AB.05 insieme a magnesite, rodocrosite, siderite, calcite, smithsonite, gaspéite e otavite.
Tale classificazione è proseguita dal database "mindat.org", chiamata anche Classificazione Strunz-mindat, dove la sferocobaltite conserva la classificazione che aveva nella nona edizione di Strunz.
Nella classificazione dei minerali secondo Dana, utilizzata principalmente nel mondo anglosassone, la sferocobaltite ha il numero di sistema e minerale 14.01.01, che corrisponde alla classe dei "carbonati, nitrati e borati" e quindi alla sottoclasse dei "carbonati anidri". Qui forma il "gruppo della calcite (Trigonale: R3c)" nell'ambito della suddivisione "carbonati anidri con formula semplice A+CO3".

## Chimica
La media di dieci analisi su microsonda elettronica di sferocobaltite proveniente da Bou Azzer in Marocco ha restituito la seguente composizione in percentuale di peso: 39,82% di monossido di cobalto (CoO); 4,56% di ossido di magnesio (MgO); 4,00% di ossido di nichel (NiO); 2,26% di ossido di calcio (CaO); 2,09% di ossido ferroso (FeO); 0,53% di monossido di manganese (MnO); 0,20% di ossido di sodio (Na2O); (nel totale, 53,44%, il carbonio non è stato misurato, ma calcolato dalla differenza e dalla stechiometria). Sulla base di tre atomi di ossigeno, viene calcolata la seguente formula empirica:
{\displaystyle {\ce {(Co_{0,68}Mg_{0,15}Ni_{0,07}Ca_{0,05}Fe_{0,04}Mn_{0,01})_{\Sigma = 1,00}CO3}}}
che può essere idealizzata in CoCO3. Questa formula idealizzata richiede il 63,00% di monossido di cobalto e il 37,00% di anidride carbonica.
Altre analisi mostrano anche che la sferocobaltite contiene quasi sempre proporzioni misurabili degli elementi non compresi nella formula come calcio, nichel e ferro.
La sferocobaltite, inoltre, è l'unico minerale che possiede la combinazione cobalto-carbonio-ossigeno. Chimicamente simili sono i minerali comblainite, (Ni4Co2(OH)12[CO3] • 3(H2O)), julienite (Na2[Co(SCN)4] • 8(H2O)), kolwezite (CuCo(CO3)(OH)2), nonché varietà di calcite contenenti cobalto, (Ca,Co)CO3, dolomite ((Ca,Mg,Co)CO3), rodocrosite ((Mn,Co)CO3) e smithsonite ((Zn,Co)CO3).
Da un punto di vista chimico, la sferocobaltite è l'analogo dominante del cobalto della calcite dominata dal calcio, della gaspéite dominata dal nichel, della magnesite dominata dal magnesio, dell'otavite dominata dal cadmio, della rodocrosite dominata dal manganese, della siderite dominata dal ferro e della smithsonite dominata dallo zinco. Esistono cristalli misti tra tutti questi componenti, ma in natura ci sono solo pochi di questi minerali che hanno una serie completa di cristalli misti. Ad esempio, ci sono spazi di miscelazione tra sferocobaltite e calcite. La dolomite ricca di cobalto, Ca(Mg,Co)(CO3)2, e la calcite ricca di cobalto, (Ca,Co)CO3, possono incorporare rispettivamente fino al 20% mol% e fino al 2% mol% di cobalto nel loro reticolo cristallino. Tuttavia, è stata rilevata una serie completa di cristalli misti tra sferocobaltite e magnesite, il che è dovuto anche alla grande somiglianza dei raggi ionici per Co2+ (0,745 Å) e Mg2+ coordinato ottaedrico (0,72 Å).

## Abito cristallino

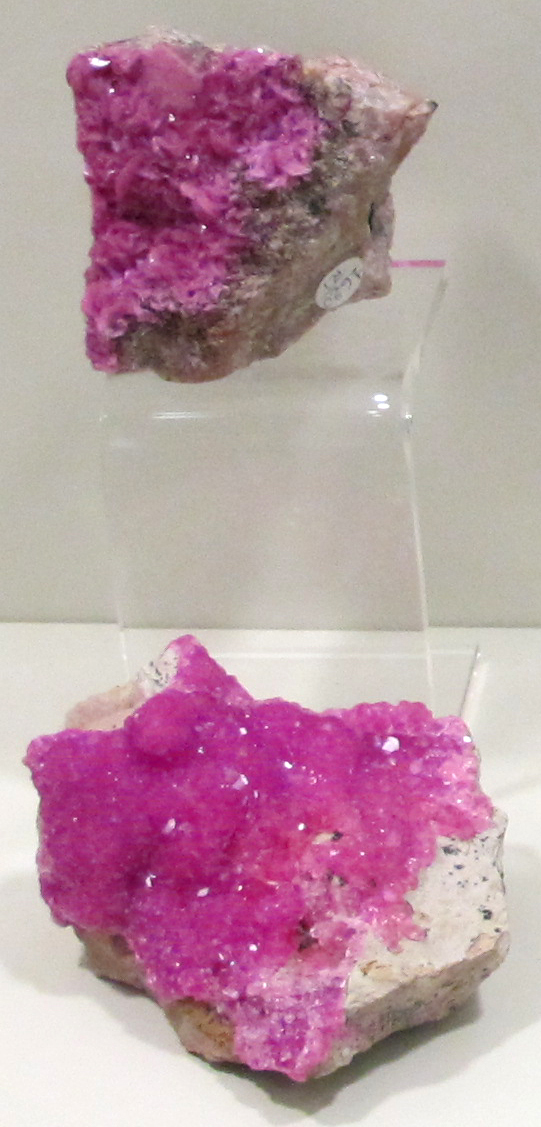
Sferocobaltite rosa

La sferocobaltite cristallizza nel sistema trigonale nel gruppo spaziale R3c (gruppo nº 167) con i parametri del reticolo a = 4,6581 Å e c = 14,958 Å, oltre a sei unità di formula per cella unitaria. Questi dati cristallografici sono stati ottenuti da sferocobaltite formatasi naturalmente. In altri studi è stato utilizzato il carbonato di cobalto (II) sintetizzato in condizioni idrotermali per un'analisi strutturale a cristallo singolo della sferocobaltite furono determinati i parametri del reticolo a = 4,6618 Å e c = 14,963 Å.
I cristalli singoli di carbonato di cobalto (sferocobaltite) possono essere coltivati in soluzioni acquose di cloruro di litio (LiCl) ad alte temperature e pressioni. Il complesso formato nel sistema CoCO3-H2O-LiCl trasporta i componenti del composto disciolto dalla zona di dissoluzione alla zona di crescita. Il carbonato di cobalto è stabile nella struttura della calcite fino ad almeno una pressione di 56 GPa e una temperatura di 1200 K. A 57 GPa e dopo un riscaldamento tramite laser superiore a 2000 K, il carbonato di cobalto si decompone parzialmente e forma monossido di cobalto. Questi valori suggeriscono che i carbonati possono essere stabili a condizioni simili a quelle presenti nel mantello inferiore nella struttura di tipo calcite se il raggio del catione incorporato nella struttura carbonatica è uguale o inferiore a quello della Co2+ (0,745 Å).

## Proprietà fisiche e chimiche
I rari cristalli della sferocobaltite sono rosso-violaceo o da rosa chiaro a rosato-viola scuro, per cui il colore dipende non solo dalle dimensioni dei cristalli, ma anche dal tipo di matrice e dai minerali che li accompagnano. Gli aggregati minerali sferoidali sono del colore dei fiori di pesco all'interno, e di un nero vellutato all'esterno; altri aggregati possono essere di colore rosso-rosato intenso, magenta scuro o rosso e spesso modificati in grigio, marrone o nero vellutato sulla superficie.
Il minerale fresco, appena estratto, è limpido e presenta un colore giallo chiaro, mentre può essere di un giallo più scuro, fino al giallo-bruno se sta intervenendo l'ossidazione, in questo caso si può parlare di processo che porta a livelli limonitici (goethite).

Se l'ossidazione prosegue si può arrivare dal bruno ad addirittura al nero, specialmente della siderite con impurezze di manganese.
Il colore dello striscio della sferocobaltite, invece, è il rosso dei fiori di pesco oppure va dal magenta al rosso. Le superfici dei cristalli da traslucidi a trasparenti mostrano una caratteristica lucentezza vitrea. Secondo questa lucentezza vetrosa, la sferocobaltite ha una rifrazione medio-alta o alta (nε = 1,600; nω = 1,855) e – come molti carbonati – una birifrangenza estremamente elevata (δ = 0,255). Nella luce che la attraversa, la sferocobaltite (uniassialmente negativa) è rossastra in varie tonalità e mostra un chiaro pleocroismo da ω = rosso-violetto a ε = rosso-rosa.
In analogia con la calcite, la sferocobaltite mostra una scissione indistinta secondo {1011}. A causa della sua fragilità, tuttavia, il minerale si frattura in modo simile alla prehnite o alla tremolite. La sferocobaltite ha una durezza Mohs di 4 ed è quindi uno dei minerali medio-duri che, come il minerale di riferimento fluorite (durezza 4), può essere facilmente graffiato con un coltellino tascabile. La densità misurata per la sferocobaltite è compresa tra 4,02 e 4,13 g/cm³; la densità calcolata è compresa tra 4,208 e 4,214 g/cm³.
La sferocobaltite è antiferromagnetica. Non mostra fluorescenza né nella luce ultravioletta a onde lunghe né in quelle a onde corte.
Quando riscaldato nel pallone, il minerale rosso annerisce prima che si verifichi il calore; in condizioni di bassa temperatura risente poco dell'azione dell'acido cloridrico o dell'acido nitrico, ma a temperature più alte si scioglie con il vivace sviluppo di bollicine di anidride carbonica.
- Lentamente solubile in acido cloridrico a caldo.[6]
- Fotoelettricità: 17,04 barn/cc.[4]
- Indice di fermioni: 0.0013044981[4]
- Indice di bosoni: 0.9986955019[4]

## Origine e giacitura
La sferocobaltite si forma nella zona di ossidazione dei depositi idrotermali di minerale di cobalto come raro prodotto di ossidazione degli arsenuri di cobalto. La stessa sferocobaltite può trasformarsi in eterogenite (Co3+O(OH) – un minerale precedentemente noto come stainierite. I migliori cristalli di sferocobaltite del mondo provengono dalla "miniera di Mashamba West" nella Repubblica Democratica del Congo. A causa della sua colorazione, la sferocobaltite viene spesso confusa con la calcite contenente cobalto o con la dolomite contenente cobalto.
I minerali associati includono roselite, eritrite e annabergite (per i campioni provenienti da Schneeberg, in Sassonia, Germania), nonché la calcite e la dolomite contenenti cobalto (dai depositi nella Repubblica Democratica del Congo). Altri minerali di paragenesi sono dolomite, quarzo (noto anche come cristallo di rocca), paratacamite, cobaltlotharmeyerite, i rappresentanti della serie di cristalli misti roselite-wendwilsonite, ematite, eterogenite e cobaltaustinite e lavendulano.
Essendo una rara formazione mineraria, la sferocobaltite è stata trovata in circa 50 siti. La località tipo della sferocobaltite è la vena "Adam Heber Flacher" della "Daniel Fundgrube" (♁coordinate della Daniel Fundgrube) non lontano dalla città mineraria di Neustädtel nell'Erzgebirgskreis (Germania), che ora è incorporata nello Schneeberg. Questa miniera è anche una località tipo per eritrina (1719), koechlinite (1916), köttigite (1849) e safflorite (1817).
Altri siti per la sferocobaltite in Germania sono il "Siebenschlehen Fundgrube" ("Pozzo 10"), che si trova anche vicino a Neustädtel/Schneeberg; la miniera "Vater Abraham" ("Pozzo 139" o "Pozzo 152") vicino a Lauta sui Monti Metalliferi e la miniera "Eisenzecher Zug" vicino a Eiserfeld non lontano da Siegen nella Renania Settentrionale-Vestfalia.

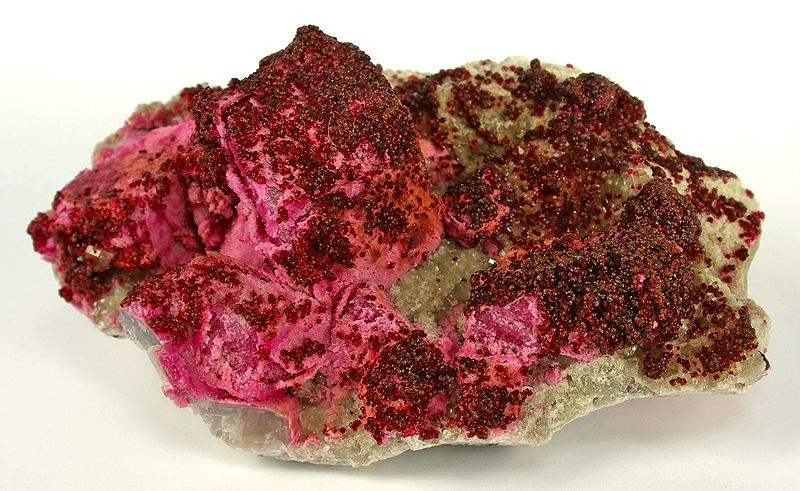
Cristalli di sferocobaltite marrone scuro su calcite rosa chiaro provenienti dalla "miniera di Mashamba West" vicino a Kolwezi, Katanga Copper Crescent (Haut-Katanga, Repubblica Democratica del Congo. Misure: 8,9 × 5,6 × 3,8 cm

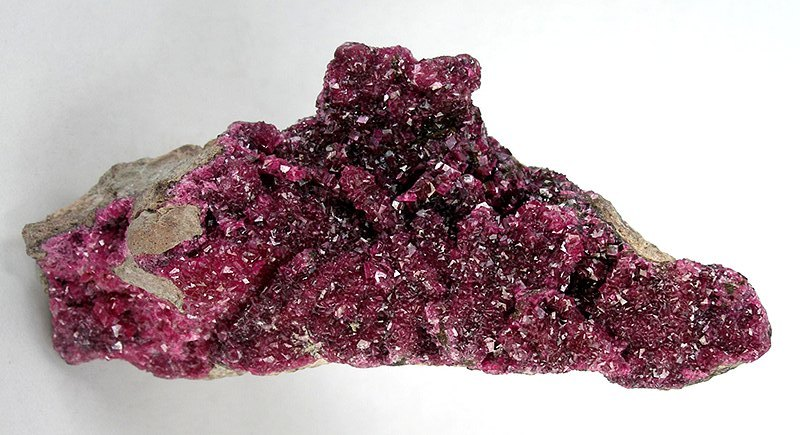
Cristalli di sferocobaltite di colore magenta scuro di dimensioni fino a 0,5 cm provenienti da Kolwezi, Haut-Katanga, Repubblica Democratica del Congo. Misure: 11,5 × 6,0 × 4,5 cm

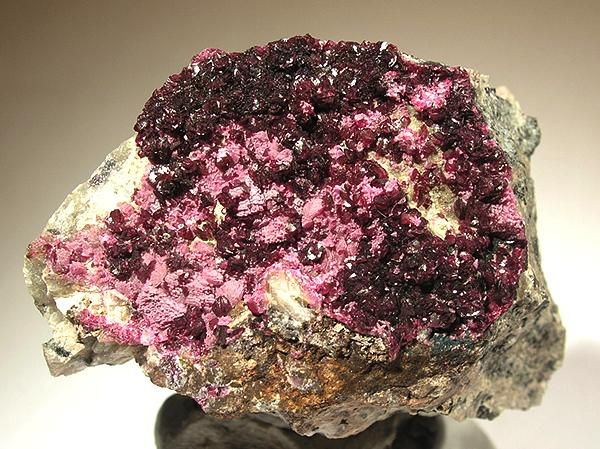
Cristalli isolati di sferocobaltite di diversi millimetri con eritrina color lavanda provenienti dalla "Kakanda North Mine" vicino a Kambove, Haut-Katanga, Repubblica Democratica del Congo. Dimensioni: 6,0 × 4,0 × 4,4 cm

In Italia la sferocobaltite è stata rinvenuta a Berceto (Emilia Romagna); Borzoli, Sestri Levante e Castelvecchio di Rocca Barbena (Liguria); Fluminimaggiore e Gonnosfanadiga (Sardegna).
Altri luoghi sparsi per il mondo sono, per citarne alcuni: il distretto di Timiskaming e nella municipalità regionale della contea di La Vallée-du-Richelieu (Canada); le contee di Coconino e di Emery (Stati Uniti); nel Mulegé e nel Concepción del Oro (Messico); nella Tierra Amarilla (Cile); diversi siti della Repubblica Democratica del Congo: a parte la sua località tipo, siti sparsi nella provincia dell'Alto Katanga e nella provincia di Lualaba; nella provincia di Zagora (Marocco); nel distretto di Chililabombwe (Zambia); a Leuk (Canton Vallese, Svizzera); nelle provincie di Almería e di Cordova (Spagna); nel distretto di Rožňava (Slovacchia); nel distretto minerario di Laurio (Attica, Grecia); nel distretto di Příbram (Repubblica Ceca); nella Prefettura autonoma mongola e tibetana di Haixi (Cina); ad Asago (Giappone).

## Forma in cui si presenta in natura
La sferocobaltite sviluppa cristalli romboedrici di dimensioni fino a 5 mm, che sono di colore dal rosa chiaro al rosato-viola scuro o al rosso-violaceo. Molto più comuni sono gli aggregati minerali a raggi grossolani, concentrici, sferici o massicci, che possono essere color fiore di pesco, rosso rosato intenso, magenta scuro o rosso e sono spesso grigi, marroni o neri vellutati sulla superficie.

## Pericoli per la salute
Il carbonato sintetico di cobalto(II) è stato classificato come cancerogeno. In base al materiale informativo disponibile, si deve assumere un rischio di tossicità riproduttiva (che mette in pericolo la fertilità e/o danneggia la fertilità).

## Utilizzi
Con un contenuto di CoO di circa il 40% in peso, la sferocobaltite sarebbe un minerale di cobalto ricco e facilmente fondibile. A causa della sua rarità, tuttavia, è probabile che il minerale entri in fusione al massimo come prodotto di ossidazione di minerali primari di cobalto come safflorite, skutterudite, cobaltite, linnaeite o carrollite. Il carbonato di cobalto(II) prodotto industrialmente viene utilizzato come additivo per mangimi per i ruminanti, che hanno bisogno di cobalto per formare la vitamina B12. Inoltre, il carbonato di cobalto(II) è necessario per catalizzatori e pigmenti e forma il colorante blu in alcuni smalti ceramici.
A causa della sua mancanza di caratteristiche gemmologiche (trasparenza, indice di rifrazione, durezza e dimensione dei cristalli), soprattutto a causa della sua bassa durezza, la sferocobaltite viene raramente lavorata; solo il colore vivido fa sì che la sferocobaltite venga occasionalmente sfaccettata o trasformata in cabochon.